# El Limón (Samaná)
El Limón (deutsch: „die Zitrone“) ist eine kleine Ortschaft in der Provinz Samaná auf der gleichnamigen Halbinsel im Nordosten der Dominikanischen Republik.

## Geographie
Der Ort liegt ca. 12 Kilometer östlich von Las Terrenas an der Verbindungsstraße in die Provinzhauptstadt Santa Bárbara de Samaná und etwa zwei Kilometer südlich der Nordküste. Nach Süden führt eine Verbindungsstraße nach Juana Vicenta (Colonia Rancho Español).

## Bevölkerung
In El Limón leben geschätzt ca. 6000 Menschen, doch wurde El Limón 2002 bei der letzten Volkszählung noch gemeinsam mit Santa Bárbara de Samaná gezählt. 2022 lag die Einwohnerzahl bei 8.227. Es gibt eine Kirche Iglesia De Dios Central El Limon.

## Wirtschaft
Die wichtigsten wirtschaftlichen Aktivitäten von El Limón entsprechen den wirtschaftlichen Aktivitäten der gesamten Provinz Samaná und sind hauptsächlich
Landwirtschaft, Fischerei und der Tourismus. El Limón ist bekannt für seinen Wasserfall mit seinem Naturschwimmbecken, der touristische Besucher aus dem ganzen Land anzieht.

## Persönlichkeiten
- Théodore Chassériau (1819–1856), französischer Maler, ist in El Limón geboren.[4]